# کولون (انتره ریوس)
کولون (به اسپانیایی: Colón) یک منطقهٔ مسکونی در آرژانتین است که در Colón Department واقع شده‌است. کولون ۲۳٬۱۵۰ نفر جمعیت دارد.

## خواهرخوانده
شهر سیون، سوئیس خواهرخواندهٔ کولون (انتره ریوس) هست.